# The Oath of Black Blood
| Оценки критиков | Оценки критиков |
| Источник        | Оценка          |
| --------------- | --------------- |
| Rock Hard       | [ 1 ]           |
| Metal Storm     | [ 2 ]           |

The Oath of Black Blood — сборник блэк-метал-группы Beherit, выпущенный в 1991 году лейблом Turbo Music.
The Oath of Black Blood состоит из EP 1990 года Dawn of Satan's Millenium (композиции с 8 по 11) и демозаписи 1990 года Demonancy (композиции с 1 по 7). Композиция Hail Sathanas является кавер-версией одноимённой композиции группы Sarcófago.
Данный релиз был выпущен без разрешения участников группы, после того как последние потратили весь бюджет альбома на спиртные напитки. По словам самого Нуклеар Холокосто, он ненавидит этот альбом.

## Список композиций
1. Intro — 0:57
2. Metal of Death — 0:54
3. The Oath of Black Blood — 2:41
4. Grave Desecration — 2:02
5. Witchcraft — 3:13
6. Goat Worship — 1:55
7. Demonomancy — 2:22
8. Black Mass Prayer — 1:15
9. Beast of Damnation — 4:07
10. Hail Sathanas — 1:47
11. Dawn of Satan’s Millennium — 4:46

## Участники записи
- Нуклеар Холокосто — вокал, гитара
- Блэк Джизас — бас
- Некроперверсор — ударные